# Trevethin
Trevethin är en community i Storbritannien.   Den ligger i kommunen Torfaen och riksdelen Wales, i den södra delen av landet, 200 km väster om huvudstaden London.
Större delen av den bebyggda delen av communityn ingår i tätorten Pontypool.